# Женщина III
«Женщина III» — картина абстрактного экспрессиониста Виллема де Кунинга, написанная в 1953 году. Данная работа — одна из серии, сделанной Кунингом в период между 1951 и 1953 годами, и последняя, находящаяся в частных руках. Центральная тема серии — женщина.
С 1970-х годов картина, купленная императрицей Фарах, хранилась в Тегеранском музее современного искусства. После исламской революции ситуация с изобразительным искусством в Иране резко изменилась, картина не могла находиться в экспозиции из-за строгих правил. Лишь в 1994 году она была обменяна на переплёт, страницы текста и 118 миниатюр Шахнаме шаха Тахмаспа и вывезена из страны.
В 2006 году картина была продана американским коллекционером Дэвидом Геффеном миллионеру Стивену Коэну за 137,5 миллионов долларов. По состоянию на апрель 2015 года — это четвёртая среди самых дорогих картин мира.